# Insinuation
Insinuation è un film muto del 1922 scritto, diretto, prodotto e interpretato da Margery Wilson.

## Trama
Mary Wright è un'artista che, quando viene a sapere che il fratello è scappato con la cassa, rimane sconvolta. Crabtree, il medico del villaggio, si prende cura di lei e se ne innamora. I due intendono sposarsi anche se la loro unione non convince Prudence, la zia della ragazza, che reputa il dottore un uomo gretto. In ogni caso, il matrimonio ha luogo e la coppia inizia una vita in comune che, ben presto però, anche se allietata dalla nascita di una bambina, si rivela infelice per Mary.
Quando al marito vengono affidati mille dollari da un avaro, lei li ruba dalla cassaforte per poter far uscire dal carcere il fratello. Crabtree si infuria con la moglie e la caccia di casa. Lei, allora, viene colpita nuovamente dai suoi disturbi mentali. Ma, alla fine, viene riconosciuta l'innocenza di suo fratello: il marito si riconcilia con Mary e la riprende in casa.

## Produzione
Il film fu prodotto dalla Margery Wilson Productions. Venne girato a Randolph, nel Vermont.

## Distribuzione
Distribuito dalla Russell Clark Syndicate, uscì nelle sale cinematografiche statunitensi il 10 ottobre 1922.
Considerato attualmente un film perduto, viene citato nel documentario del 1993 The Silent Feminists: America's First Women Directors.